# Chris Führich
Chris Jan Führich (Castrop-Rauxel, 1998. január 9. –) német válogatott labdarúgó, a VfB Stuttgart játékosa.

## Pályafutása

### Klubcsapatokban
A SG Suderwich, a Schalke 04, a Borussia Dortmund, a VfL Bochum és a Rot-Weiß Oberhausen korosztályos csapataiban nevelkedett, majd 2017 nyarán csatlakozott az 1. FC Köln csapatához. 2019 nyarán a Borussia Dortmund II szerződtette. 2020. augusztus 12-én kölcsönbe került a Paderborn csapatához. 2021. július 19-én négyéves szerződést írt alá a VfB Stuttgarttal. 2024. február 1-jén 2028. június 30-ig meghosszabbította szerződését a klubbal.

### A válogatottban
2023 októberében meghívót kapott Julian Nagelsmann szövetségi kapitánytól az Amerikai Egyesült Államok és a Mexikó elleni felkészülési mérkőzésekre. Október 14-én mutatkozott be az amerikai válogatott ellen 3–1-re megnyert találkozón. 2024. május 14-én bekerült Julian Nagelsmann ideiglenes keretébe, amely a 2024-es labdarúgó-Európa-bajnokságra utazik. Június 7-én a szűkítés során maradt a keretben.